# Ciclobenzaprina
Ciclobenzaprina é um relaxante muscular de ação central, sintetizado por volta de 1960. Comercializado no  Brasil, onde o medicamento de referência é o de marca comercial Miosan, não é padronizado pelo Ministério da Saúde, não fazendo parte da Relação Nacional de Medicamentos Essenciais.A ciclobenzaprina também é utilizada em animais, apesar de poucos estudos relacionados a dose.
Pode aumentar efeitos do álcool, de barbitúricos ou de outros depressores do Sistema Nervoso Central e diminuir a capacidade física ou mental necessária para atividades arriscadas como operar máquinas e dirigir veículos, devido à ciclobenzaprina ser quimicamente relacionada com antidepressivos tricíclicos e parassimpaticolíticos. Pode causar sonolência, boca seca e náuseas.
Deve-se ter cautela nos casos de retenção urinária e glaucoma de ângulo estreito. Seu uso é contra-indicado durante e até duas semanas depois de tratamentos com medicamentos inibidores da monoaminooxidase, por poder ocasionar hipertermia, convulsões e morte. Também é contra-indicado em quadros de infarto agudo do miocárdio recente, insuficiência cardíaca, arritmias, bloqueio de ramo ou transtornos da condução, bem como hipertireoidismo.

## Indicações
É usado para o tratamento de espasmo muscular de origem músculo-esquelética associado a dor aguda, lombalgias, torcicolos, fibromialgia, periartrite escapuloumeral, cervicobraquialgias e cervicalgia

## Farmacocinética
Apesar das concentrações plasmáticas serem variáveis em indivíduos que receberam uma mesma dose do medicamento, sua absorção é fácil a partir do trato gastrointestinal. Aproximadamente 93% do fármaco liga-se a proteínas plasmáticas. Sua metabolização é extensiva e é excretado na urina. Ainda pode aparecer inalterado na bile, sendo excretado nas fezes.Possui Pka de 8,7 a 25 °C.

## Mecanismo de ação
Age nos neurônios motores alfa e gama, reduzindo a atividade motora somática tônica.

## Química
Trata-se de uma amina tricíclica similar em estrutura aos antidepressivos tricíclicos.. É um pó cristalino branco ou quase-branco e inodoro. Muito solúvel em água e álcool e insolúvel em hidrocarbonetos.